# Скандинавська мідна марка
Скандинавська мідна марка (швед. Küpfer Mark) — вагова одиниця для країн Скандинавії, яка мала вагу 218,3 гр. і прирівнювалася до ⅔ мідного фунта вагою 327,45 г. З 1620 року вагова марка стала еталоном для карбування мідних монет і довгий час прирівнювалася до срібної марки за Скандинавською біметалевою системою, яка скасувалася у 1776 році.

## Історія
Див. Кельнська марка, Любекська марка, Гамбурзька марка, Данська марка, Норвезька марка

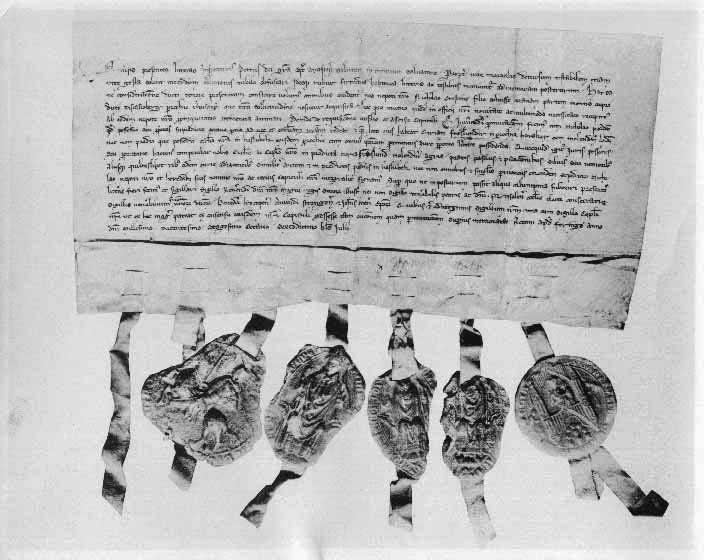
Перша письмова згадка про копальню «Велика Мідна гора». 1288 рік

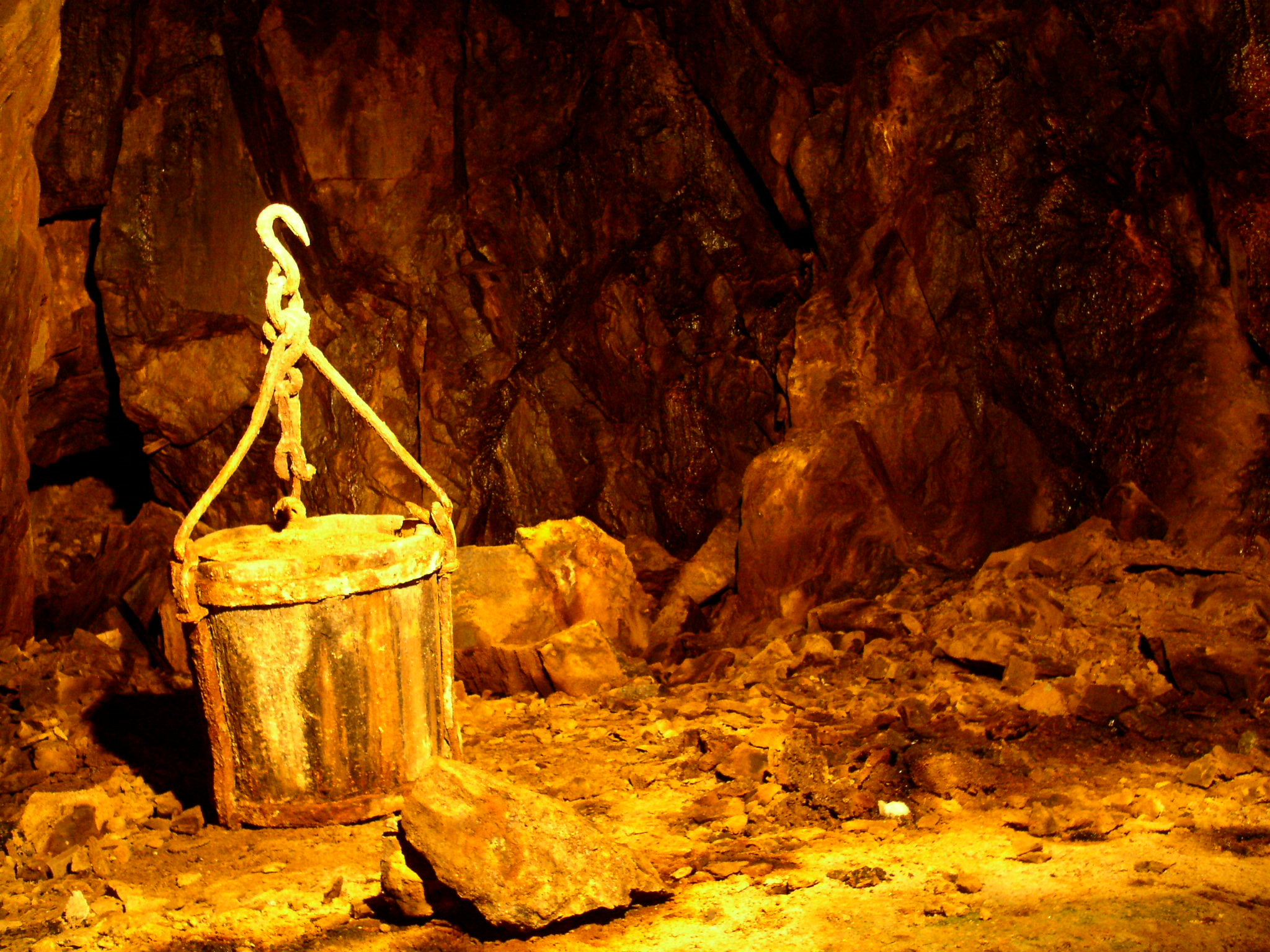
Добування міді у Фалуні. Фото з музею гірництва на території копальні

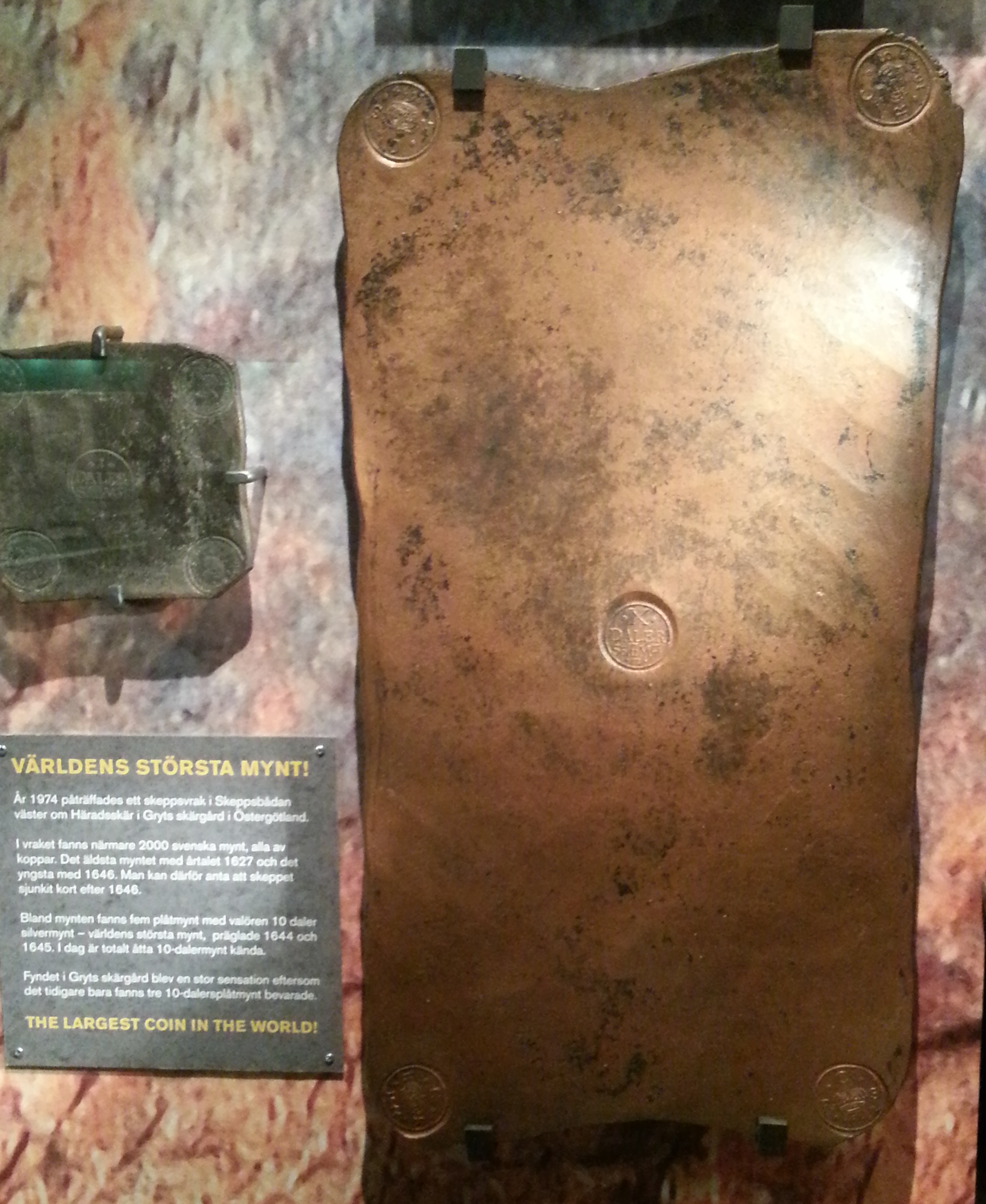
Одна з найважчих монет світу, мідна плата (10 далерів) (19,7 кг) виготовлена у Швеції в 1664 році

У роки середньовіччя, коли валюта європейських країн закріплювалася коштовними металами, скандинавські держави перетнулися в першу чергу з проблемою нестачі срібла на своїх територіях. З ХІ століття для виготовлення срібних монет у цих державах почала використовуватися кельнська срібна марка. До XVII століття для країн Скандинавії срібні та золоті монети карбувалися на Гамбурзькому монетному дворі. З XIII століття на територіях Шведського лену Даларна, в торговельних центрах Фалуні та Сетері, йшов активний видобуток міді на копальні «Велика Мідна гора» (швед. Stora Kopparberg). Перша письмова згадка про гірничі роботи на цих копальнях, датується 1288 роком. З 1397 року, на початку правління Еріка Померанського було вирішено об'єднати країни Скандинавії в Кальмарську унію з власною структурою управління, але під захистом Данської корони. Також король Ерік обмежив привілеї ганзейців і встановив мито на їхні товари в Зундській протоці. Після розвалу унії марка стає однією з грошових одиниць в усіх державах Скандинавського півострову (окрім територій, що знаходилися під опікою Данії — Фінляндія, Ісландія, Гренландія) і карбується в сріблі. На початку правління короля Швеції Густава I виготовляються перші мідні монети-плити, названими пеннінгами (швед. penningar). З 20-х років XVII століття мідний стандарт стали застосовувати в монетній системі Швеції. Еталоном для виготовлення монет з міді слугувала скандинавська мідна марка вагою 218,3 грамів. Таким чином Швеція намагалася розширити внутрішню економіку та створити дефіцит міді в інших країнах Європи, розраховуючи на попит і велику ціну на цей метал в торгівлі з іншими країнами.

## Подвійний грошовий стандарт
У 1620 році шведський король Густав ІІ ухвалив рішення застосувати подвійний грошовий стандарт, використовуючи як для виготовлення мідних монет мідну вагову марку, так і для срібних відповідно срібну. Для карбування мідних монет уряд почав використовувати метал з копальні Стура-Коппарберг. У 1624 році в рудокопальному містечку Сетер було створено монетний двір для карбування мідних монет. У 1625 монетний двір був створений у містечку Нікопінг (швед. Nyköping) та у 1626 році в містечку Арбуга (швед. Arböga). Золото та срібло й далі використовувалося закордонне і карбування монет з коштовних металів діяло довгий час за європейськими стандартами. У 1627 році були викарбувані перші мідні монети грубої форми вирізані з мідних листів. Але перші роки виробництва мідної монети техніка вдосконалювалася. Фрезерування було наступним кроком розвитку техніки. У 1644 році, були виготовлені перші монети-плати, що отримали номінальну назву — далер. 2½ мідних далерів прирівнювалися до 1 срібного далера, а з 1665 і до реформи 1776 року 1 срібний далер став коштувати 3 мідних далери. Найважча плата була вагою в 43,4 фунти (19,7 кг) номіналом в 10 далерів. Враховуючи велику вагу цих плат (швед. plåt), ними здебільшого розраховувалися з іноземними покупцями під час валютних розрахунків. У 1689 році за еталон скандинавських вагових одиниць було введено данську срібну марку, яка мала вагу 334,54 гр., таким чином витіснивши за вагою більш ранній еталон для срібла кельнську марку. У 1716—1719 роках, під час Великої Північної війни, згідно з указом короля Швеції Карла ХІІ, виготовляли мідні надзвичайні монети (швед. nödmynt) вагою 756 гр. та номінальною вартістю в 1 далер. Але уряд не гарантував цінність нових монет і подібні типи далерів здебільшого використовувалися в дореформений період після війни.

## Скасування мідного стандарту
У цілому, подвійний монетний стандарт створював проблеми як для простих громадян, так і держав, що його використовували. Мідь поступово знецінювалася, а співвідношення до срібла з роками ставало невиправданим. У 1776 році королем Густавом ІІІ було проведено монетну реформу, згідно з якою був скасований мідний стандарт, а срібний ріксдалер став головною валютою Швеції.